# 데모시스토
데모시스토(Demosistō) 또는 향항중지(香港眾志)는 홍콩의 민주파 정당이다. 데모시스토는 그리스어로 "민중"을 뜻하는 '데모스'(δῆμος)와 라틴어로 "서다"를 뜻하는 '시스토'(sisto)를 합친 단어인데 직역하면 "민중을 위해 서다"라는 뜻이 된다. 또한 '향항중지'는 "홍콩(香港) 민중(眾)의 의지(志)"를 뜻한다.
2012년 렁춘잉 행정장관 시기 중국 애국주의 교육을 반대한 조슈아 웡, 이반 람 등이 주축이 된 학민사조가 모태이다. 2014년 조슈아 웡과 아그네스 차우, 네이선 로가 홍콩 시위를 주도했지만 실패하자 2016년 4월 10일 우산 시위 참여자, 학민사조 등의 인원들이 모이면서 데모시스토라는 정당을 창당한다.
2016년 홍콩 입법회 선거에서는 아그네스 차우가 출마하려 했으나 외국 국적은 선거에 출마할 수 없다는 공직선거법 개정에 따라 출마할 수 없게 되자 대신 네이선 로가 출마하면서 당선되기에 이른다. 그러나 홍콩 시위에 참여했다는 이유로 홍콩에 인계되면서 로에게 징역 3년 6개월을 선고받고 의원직을 상실했고, 웡도 징역 2년을 선고받는다. 이후 2019년 웡은 구의회 선거에 출마하는 대신 무소속으로 출마하기로 결정했으나 홍콩 선거관리위원회가 이를 박탈했으며, 이후 2019년 홍콩 시위에 참여하였다. 하지만 2020년에 중국 전국인민대표대회에 의해 홍콩 국가보안법이 제정되면서 당 지도부 인사들이 체포될 가능성이 커지자 2020년 6월 30일에 자체로 당을 해산했다. 또한 일부 인사들은 해외로 망명하였다.

## 같이 보기
- 학민사조
- 조슈아 웡
- 아그네스 차우